# 相澤舞衣
相澤 舞衣 （あいざわ まい、1980年9月10日 - ）は、三重県出身の元女子サッカー選手。現役時代のポジションはミッドフィールダー。

## 経歴
小学4年時、サッカーをしていた弟の影響で、四郷サッカー少年団に入団してサッカーを始めた。中学2年時、四日市西女子サッカークラブ（四日市西高校女子サッカー部部員を中心としたクラブチーム）に入団。在籍中、三重県女子リーグや東海女子ユース (U-15) サッカー選手権大会に出場した。そのまま四日市西高等学校に進学してサッカー部に入部（四日市西女子SCには引き続き在籍）。2年次には全日本高等学校女子サッカー選手権に出場した。
1999年に高校卒業、松下電器産業に就職、同社の女子サッカー部である松下電器パナソニックバンビーナに入団。入団1年目ながら出場機会を与えられ、同年8月8日に行われた浦和レイナスFC戦で初得点を挙げた。またこの年、日本女子代表に選出されてAFC女子選手権に出場した。シーズン終了後、同年度のL・リーグ新人王を受賞した。
しかし同シーズン終了後、松下電器の撤退が決定。クラブがスペランツァF.C.高槻と名称を改め、市民クラブとして再出発するのにともない、松下電器を退職して大学に進学し、学業とサッカーを両立させる生活に入った。この間、2001年にユニバーシアード日本代表に選出され、ユニバーシアード北京大会に出場した。2002年まで日本代表に選出され、通算5試合に出場して4得点を挙げた。
大学卒業後も引き続き高槻でプレーを続け、2006年にはなでしこリーグオールスターになでしこWESTの一員として出場、53分に決勝点となる2点目を挙げた。同年の岡山国体にも大阪府選抜チームの一員として出場し、ベスト4を経験した。
2007年より浦和レッドダイヤモンズレディースに移籍した庭田亜樹子の後を引き継いでチームキャプテンを務めた。

## 個人成績
| 国内大会個人成績 | 国内大会個人成績                | 国内大会個人成績 | 国内大会個人成績  | 国内大会個人成績 | 国内大会個人成績 | 国内大会個人成績 | 国内大会個人成績 | 国内大会個人成績 | 国内大会個人成績 | 国内大会個人成績 | 国内大会個人成績 |
| 年度             | クラブ                          | 背番号           | リーグ            | リーグ戦         | リーグ戦         | リーグ杯         | リーグ杯         | オープン杯       | オープン杯       | 期間通算         | 期間通算         |
| 年度             | クラブ                          | 背番号           | リーグ            | 出場             | 得点             | 出場             | 得点             | 出場             | 得点             | 出場             | 得点             |
| 日本             | 日本                            | 日本             | 日本              | リーグ戦         | リーグ戦         | リーグ杯         | リーグ杯         | 皇后杯           | 皇后杯           | 期間通算         | 期間通算         |
| ---------------- | ------------------------------- | ---------------- | ----------------- | ---------------- | ---------------- | ---------------- | ---------------- | ---------------- | ---------------- | ---------------- | ---------------- |
| 1999             | 松下電器パナソニック バンビーナ | 14               | L・リーグ         |                  |                  |                  |                  |                  |                  |                  |                  |
| 2000             | スペランツァF.C.高槻            | 9                | L・リーグ         |                  |                  |                  |                  |                  |                  |                  |                  |
| 2001             | スペランツァF.C.高槻            | 9                | L・リーグ         |                  |                  |                  |                  |                  |                  |                  |                  |
| 2002             | スペランツァF.C.高槻            | 9                | L・リーグ         |                  |                  |                  |                  |                  |                  |                  |                  |
| 2003             | スペランツァF.C.高槻            | 9                | L・リーグ         |                  |                  |                  |                  |                  |                  |                  |                  |
| 2004             | スペランツァF.C.高槻            | 9                | L・リーグ1部 (L1) |                  |                  |                  |                  |                  |                  |                  |                  |
| 2005             | スペランツァF.C.高槻            | 9                | L・リーグ1部 (L1) |                  |                  |                  |                  |                  |                  |                  |                  |
| 2006             | スペランツァF.C.高槻            | 9                | なでしこDiv.1     |                  |                  |                  |                  |                  |                  |                  |                  |
| 2007             | スペランツァF.C.高槻            | 9                | なでしこDiv.2     |                  |                  |                  |                  |                  |                  |                  |                  |
| 2008             | スペランツァF.C.高槻            | 9                | なでしこDiv.2     |                  |                  |                  |                  |                  |                  |                  |                  |
| 2009             | スペランツァF.C.高槻            | 9                | なでしこDiv.1     |                  |                  |                  |                  |                  |                  |                  |                  |
| 2010             | スペランツァF.C.高槻            | 9                | チャレンジWEST    |                  |                  |                  |                  |                  |                  |                  |                  |
| 通算             | 日本                            | 日本             | 1部               |                  |                  |                  |                  |                  |                  |                  |                  |
| 通算             | 日本                            | 日本             | 2部               |                  |                  |                  |                  |                  |                  |                  |                  |
| 総通算           | 総通算                          | 総通算           | 総通算            | 148              | 52               |                  |                  |                  |                  |                  |                  |

- 日本女子サッカーリーグ 100試合出場達成 （2006年）

## タイトル

### クラブ
- スペランツァF.C.高槻
  - チャレンジリーグWEST: 1回 (2010年)
  - Belle Cup: 2回 (2003年、2004年)

### 個人
- L・リーグ 新人王: (1999年)

## 代表歴
- 1999年11月12日 - 日本女子代表初出場 -  ネパール戦 (1999 AFC女子選手権、フィリピン)
- 1999年11月12日 - 日本女子代表初得点 -  ネパール戦 (1999 AFC女子選手権、フィリピン)

### 出場大会
- 日本女子代表
  - 1999 AFC女子選手権
  - 2002年アジア競技大会

- ユニバーシアード日本代表
  - 2001年[3]、同候補 (2001年、忍びの里レディーストーナメント出場)
  - 2003年[4]

- 国民体育大会 大阪府選抜 
  - 2003年

### 試合数
| 日本代表 | 国際Aマッチ | 国際Aマッチ |
| 年       | 出場        | 得点        |
| -------- | ----------- | ----------- |
| 1999     | 3           | 4           |
| 2002     | 2           | 0           |
| 通算     | 5           | 4           |

- 出典: なでしこジャパン（日本女子代表）試合別出場記録[5]

### 出場
| # | 開催日         | 開催地   | 会場 | 相手                   | 結果  | 監督     | 大会            |
| - | -------------- | -------- | ---- | ---------------------- | ----- | -------- | --------------- |
| 1 | 1999年11月12日 | バロタク |      | ネパール               | ○14-0 | 鈴木保   | アジア選手権    |
| 2 | 1999年11月14日 | イロイロ |      | フィリピン             | ○6-0  | 鈴木保   | アジア選手権    |
| 3 | 1999年11月21日 | バコロド |      | 朝鮮民主主義人民共和国 | ●2-3  | 鈴木保   | アジア選手権    |
| 4 | 2002年08月29日 | 漢口     |      | ロシア                 | ●0-1  | 上田栄治 | 極東4ヶ国対抗戦 |
| 5 | 2002年10月11日 | 馬山     |      | チャイニーズタイペイ   | ○2-0  | 上田栄治 | アジア大会      |

### ゴール
| # | 開催年月日     | 開催地   | 対戦国     | 勝敗   | 試合概要           |
| - | -------------- | -------- | ---------- | ------ | ------------------ |
| 1 | 1999年11月12日 | バロタク | ネパール   | ○ 14-0 | 1999 AFC女子選手権 |
| 2 | 1999年11月12日 | バロタク | ネパール   | ○ 14-0 | 1999 AFC女子選手権 |
| 3 | 1999年11月12日 | バロタク | ネパール   | ○ 14-0 | 1999 AFC女子選手権 |
| 4 | 1999年11月14日 | イロイロ | フィリピン | ○ 6-0  | 1999 AFC女子選手権 |